# Liste des gouverneurs de Sonora

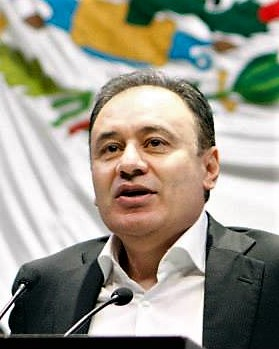
Alfonso Durazo, gouverneur du Sonora depuis septembre 2021.

Voici la liste des gouverneurs de l'État mexicain de Sonora depuis 1911 :
- 1911–1915 : José María Maytorena
- 1915-1919 : Plutarco Elías Calles
- 1919-1923 : Adolfo de la Huerta
- 1923-1927 : Alejo Bay
- 1927-1929 : Fausto Topete
- 1929-1931 : Francisco S. Elías
- 1931-1935 : Rodolfo Elías Calles
- 1935-1937 : Ramón Ramos
- 1937-1939 : Román Yocupicio
- 1939-1943 : Anselmo Macías Valenzuela
- 1943-1948 : Abelardo L. Rodríguez
- 1948-1949 : Horacio Sobarzo
- 1949-1955 : Ignacio Soto
- 1955-1961 : Alvaro Obregón Tapia
- 1961-1967 : Luis Encinas Johnson
- 1967-1973 : Faustino Félix Serna
- 1973-1975 : Carlos Armando Biebrich Torres
- 1975-1979 : Alejandro Carrillo Marcor
- 1979-1985 : Samuel Ocaña García
- 1985-1991 : Rodolfo Félix Valdés
- 1991-1997 : Manlio Fabio Beltrones
- 1997-2003 : Armando López Nogales
- 2003–2009 : Eduardo Bours Castelo (PRI)

- 2009-2015 : Guillermo Padrés Elías (PAN[note 1])

- 2015-2021 : Claudia Pavlovich Arellano (PRI)
- 2021-présent (2023) : Alfonso Durazo (MORENA)